# Терей
Терей (грец. Τηρεύς) — син Ареса і бістонської німфи, чоловік Прокни, цар Паг, герой міфу про зґвалтування.
За найвідомішою версією Терей — цар фракійського племені одрисів, чоловік Прокни, дочки афінського царя Пандіона, батько Ітіса. Згідно з іншою версією, царював у Давліді, північніше Херонеї, тоді населеної фракійцями, куди прийшов з фракійцями.
Прийшов на допомогу Афінам і розбив варварів. За це Пандіон видав за нього свою доньку Прокну.
Через 4 роки шлюбу зажадав оволодіти сестрою Прокни Філомелою. Для цього Терей вирушив до Афін і, збрехавши про смерть Прокни, забрав Філомелу з собою і зґвалтував її на шляху до дому. Щоб Філомена не могла розповісти про скоєний злочин, Терей відрізав їй язика, а саму замкнув у Парнаському гроті, але Філомела повідомила сестрі про все за допомогою одягу, на якому майстерно виткала розповідь про свою долю.

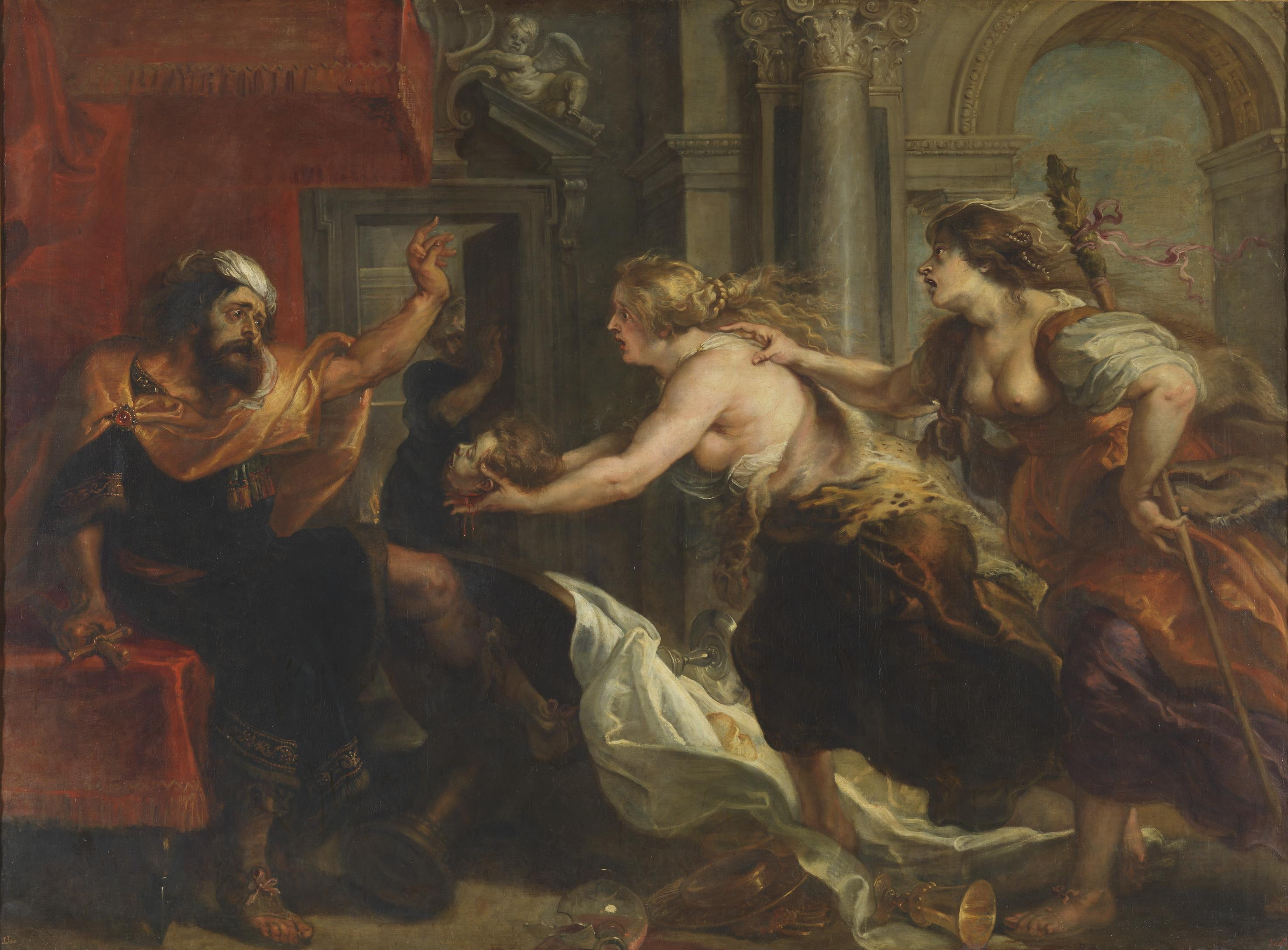
Терей, Пітер Пауль Рубенс

Скориставшись святом Діоніса, Прокна пішла на пошуки сестри і, знайшовши її, змовилася про помсту. Сестри разом вбили Ітіса, сина Терея, і подали приготовані з нього страви Терею. Коли той дізнався про це і хотів убити сестер, боги перетворили його на одуда, Прокну — на солов'я, а Філомелу — на ластівку (за іншим переказом — навпаки, Прокну на ластівку, Філомелу на солов'я).
За іншим переказом, Терей доручив Філомелу царю Лінкею, дружина якого Латуса була подругою Прокни і привела до неї Філомелу. Терею виділися ознаки, що його синові Ітісу загрожує смерть від родича, тоді Терей вбив свого брата Дріанта і перетворився на яструба.
Згідно з Павсанієм, він царював у місцевості Мегарські Паги, покінчив із собою в Мегарах і там похований. Могилу Терея показували в Мегарі, де щорічно йому приносили заупокійну жертву з вживанням дрібних камінчиків замість великих жертовних зерен.
Дійова особа трагедії Софокла «Терей» (фр.581-593 Радт; Арістофан. Птахи 100), трагедії Філокла «Терей», комедії Арістофана «Птахи» (як одуд — цар птахів) і ще двох комедій, трагедій Лівія Андроніка і Акція «Терей».